# Генри Питер Гайрич
Генри Питер Гайрич (англ. Henry Peter Gyrich) — персонаж американских комиксов издательства Marvel Comics, наиболее известный как враг сверхлюдей, таких как Мстители и Люди Икс. Был создан сценаристом Джимом Шутером и художником Джоном Бирном и дебютировал в комиксе The Avengers #165 (ноябрь 1977).
Гайрич был первым связным между правительством США и Мстителями; он выступал за лишение команды привилегий и участвовал в расследовании Сената, в ходе которого пытался доказать, что супергерои представляют угрозу национальной безопасности. В дальнейшем Гайрич был членом Комиссии по деятельности сверхлюдей, секретарём Вооруженных сил сверхлюдей после Гражданской войны и со-руководителем организации по борьбе с внеземными угрозами М.Е.Ч.. Также работал с Гидрой до событий второй Гражданской войны.

## Вне комиксов

### Телевидение
- Гайрич появляется в мультсериале «Люди Икс» (1992), где его озвучил Барри Флэтмэн. В первом сезоне он и учёный Боливар Траск работают над созданием Стражей, роботов, предназначение которых заключается в истреблением мутантов. В конечном итоге против них восстаёт ИИ Мастер Молд. В финале сезона он выступает на собрании против мутантов, где атакует Профессора Икс энергетическим дезинтегратором. Пока охранники уводят его со сцены, вышедший из ума Гайрич заявляет, что мутанты опасны[6].
- Дон Браун озвучил Гайрича в эпизоде «Империус Рекс» мультсериала «Фантастическая четвёрка: Величайшие герои мира» (2006)[6]. Когда Нэмор запрещает человечеству использовать ресурсы мирового океана, Гайрич безуспешно пытается договориться с ним.
- В мультсериале «Мстители: Величайшие герои Земли» (2010) Гайрича озвучил Джим Уорд[6]. По версии мультсериала, он является директором М.Е.Ч.а. В какой-то момент его личность перенял Скрулл, а самого Гайрича пришельцы поместили под стражу. В эпизоде «Узник войны» агента спас Капитан Америка.

### Кино
- Гайрич, наряду с Боливаром Траском, должен был стать одним из антагонистов фильма о Людях Икс, снятому по сценарию Эндрю Кевина Уокера[7].
- В фильме «Люди Икс» (2000), действие которого разворачивается в рамках серии фильмов о Людях Икс, Генри Гайрича сыграл американский актёр Мэттью Шарп. По сюжету, он является помощником сенатора Роберта Келли. Был убит Саблезубым, после чего Мистик использовала личность Гайрича, чтобы похитить Келли[8].